# Zamarada lemairei
Zamarada lemairei là một loài bướm đêm trong họ Geometridae.